# HD 87477
HD 87477，又名CD-39 6100，SAO 201020、HR 3968，是一颗恒星，视星等为6.43，位于銀經271.42，銀緯12.46，其B1900.0坐标为赤經10h 0m 10.9s，赤緯-39° 12.46′ 27″。